# Dane Kuprešanin
Dane Kuprešanin (Sarajevo, 12. lipnja 1966.) je bosanskohercegovački umirovljeni nogometaš. Igrao je na poziciji veznog igrača.